# La Palmita, Celaya
La Palmita är en ort i Mexiko.   Den ligger i kommunen Celaya och delstaten Guanajuato, i den centrala delen av landet, 220 km nordväst om huvudstaden Mexico City. La Palmita ligger 1 747 meter över havet och antalet invånare är 1 167.
Terrängen runt La Palmita är platt norrut, men söderut är den kuperad. Runt La Palmita är det tätbefolkat, med 613 invånare per kvadratkilometer. Närmaste större samhälle är Celaya, 7,1 km öster om La Palmita. Omgivningarna runt La Palmita är en mosaik av jordbruksmark och naturlig växtlighet.